# Zgorzała
Zgorzała – wieś sołecka w Polsce położona w województwie mazowieckim, w powiecie piaseczyńskim, w gminie Lesznowola.
Wieś szlachecka położona była w 1580 roku w powiecie warszawskim ziemi warszawskiej województwa mazowieckiego. W latach 1975–1998 miejscowość administracyjnie należała do województwa warszawskiego.
Zgorzała to wieś z zabudową jednorodzinną typu "ulicówka" 
Miejscowość znajduje się w tzw. strefie zaplecza mieszkaniowego Warszawy. 

## Kontrowersje
Pomimo faktu gwałtownego rozwoju urbanistycznego Zgorzały i dynamicznej ekspansji budownictwa mieszkaniowego w XXI wieku, szczególnie we wschodniej części wsi (tzw. Nowa Zgorzała), gmina Lesznowola nie przeznacza wystarczających środków na rozwój infrastruktury towarzyszącej. Z tego powodu polityka władz lokalnych krytykowana jest przez mieszkańców. Do problemów Nowej Zgorzały należą: niewłaściwy układ komunikacyjny, niedostosowana do obecnych potrzeb sieć drogowa (przede wszystkim brak dogodnego połączenia z historyczną częścią Zgorzały), brak parków i terenów zielonych, jak również przystanku autobusowego na terenie nowo powstałego osiedla.

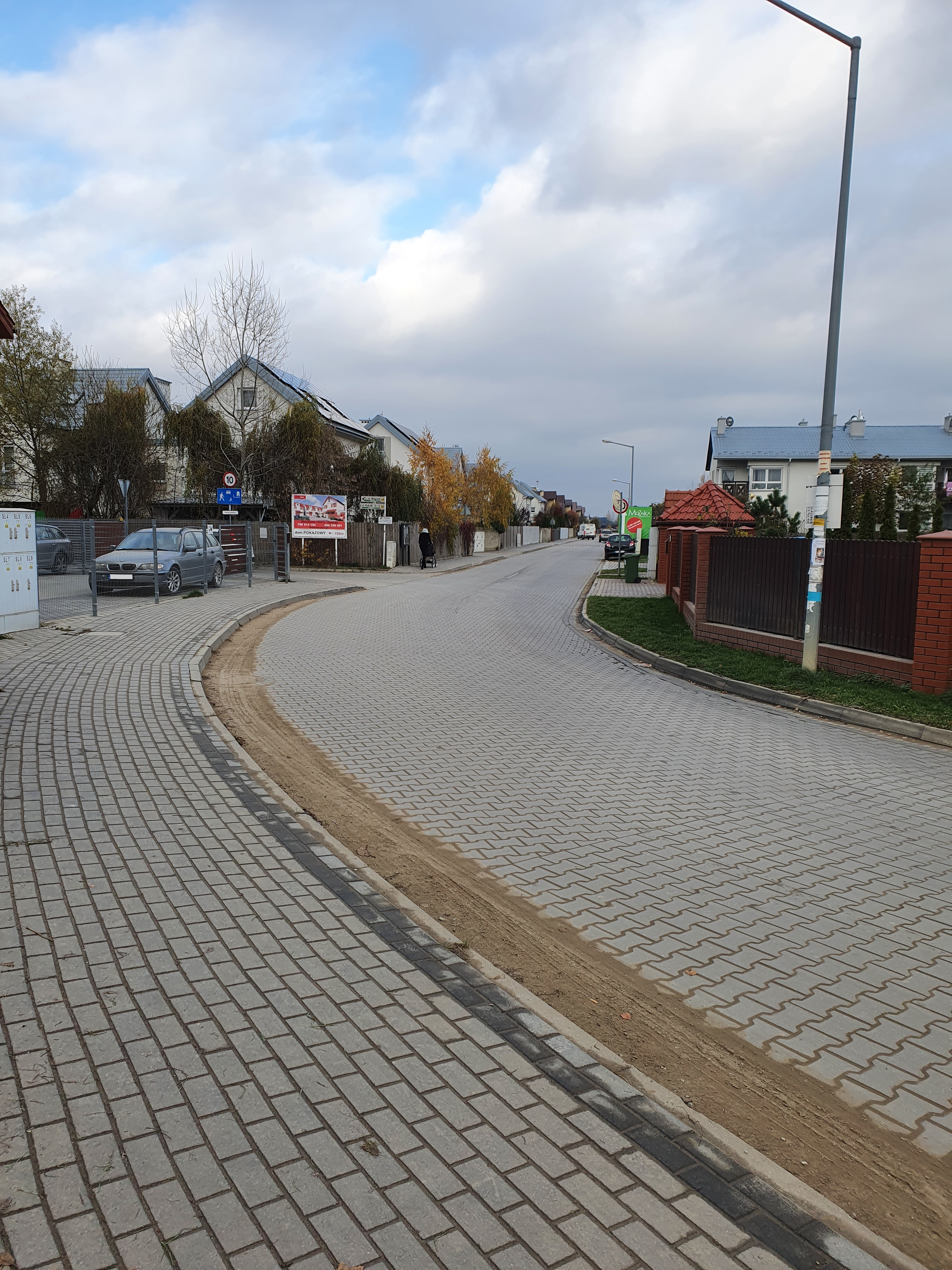
Widok na ulicę Kukułki, główną ulicę wyjazdową z osiedli w „Nowej Zgorzale”